# سوسوکه تاکائوکا
سوسوکه تاکائوکا (انگلیسی: Sousuke Takaoka؛ زادهٔ ۸ فوریهٔ ۱۹۸۲) بازیگر، و بازیگر تلویزیون اهل ژاپن است.
از فیلم‌ها یا برنامه‌های تلویزیونی که وی در آن نقش داشته‌است می‌توان به سیزده آدمکش، نبرد سلطنتی، کلاغها: قسمت صفر، بتن، و آبی اشاره کرد.